# Paniranism

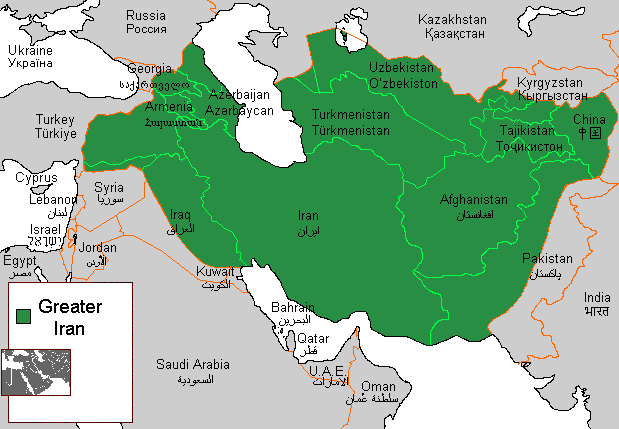
Geografiskt och kulturellt inkluderar Stor-Iran hela den iranska högplatån och sträcker sig från södra Uzbekistan och Pakistan i väst till östra Syrien och Ossetien i nordväst.

Paniranism är en politisk och social pannationell strömning som strävar efter att politiskt och kulturellt ena de iranska folken som bebor det iranska landområdet (Stor-Iran eller Iranzamin) kring den iranska högplatån (Falāte Īrān), såsom perser, osseter, kurder, pashtuner, tadzjiker, mazandarani, talyshier, hazarer och azerer. Dessa folk har under långa tider levt i samma rike, som från 1700-talet splittrades genom bildandet av staten Afghanistan och genom att delar av territoriet förlorades till Ryssland och Storbritannien. Idag är paniranismen i huvudsak inriktad på att stärka banden mellan de iranska folken i Iran, Tadzjikistan, Kurdistan, Azerbajdzjan, Afghanistan och Ossetien.

## Bakgrund

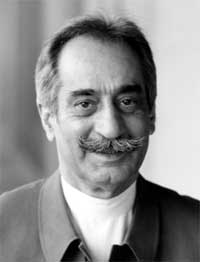
Dariush Foruhar, paniranist och partiledare för Mellat-e Iran (Nationen Iran)

Statsvetaren Mahmud Afshar grundade paniranismen som politisk ideologi i början av 1920-talet som ett svar på den ökade panturkismen och panarabismen i Mellanöstern. Paniranismen är till skillnad mot de förra inklusiv mot andra folk och har i första hand syftat till att stärka de iransktalande folkens samhörighetskänsla och Irans territoriella suveränitet. Flera framstående paniranister har varit och är turkisktalande iranier, främst azerier, men också armenier. Den armeniske paniranisten Grigor Yaqikian (d. 1951) gav ut tidskriften Irān-e Kabir (Stor-Iran) och ansåg att armenierna är ett iranskt folk. Till tidskriften bidrog flera ledande iranska intellektuella, däribland Mohammad Moin och Nima Yushij, med essäer och poesi.
Efter att Reza Shah Pahlavi blev shah i Iran kom paniranismens idéer att influera landets kulturpolitik och påverka människor på gräsrotsnivå. På 1940-talet bildades ett nationalistiskt politiskt parti vid namn Paniranistiska partiet (Hezb-e Pān-Irānist). De allierades invasion av Iran 1941, som tvingade Reza Pahlavi att abdikera, och Irankrisen 1946, där Sovjetunionen hotade att annektera de nordvästra provinserna, stärkte nationalistiska strömningar i landet. Till det Paniranistiska partiets anhängare hörde främst intellektuella, författare, lärare och studenter. Landets främste skönlitteräre författare under 1900-talet, Sadeq Hedayat, var anhängare av paniranismen. En av de främsta talesmännen för rörelsen under 1900-talet var professor Davoud Monchi-Zadeh som var verksam vid Uppsala universitet mellan åren 1964 och 1989. Han distanserade sig dock politiskt från paniranismen och bildade ett nationalsocialistiskt parti vid namn SUMKA.
1951 uppstod en konflikt mellan Paniranistiska partiets två ledare Mohsen Pezeshkpour och Dariush Foruhar om partiets praktiska inriktning vilket ledde till att en splittring uppstod. Pezeskpours fraktion, som behöll partinamnet Hezb-e Paniranist, argumenterade för att partiet måste verka inom landets politiska system i motsats till Foruhars fraktion som antog partinamnet Mellat-e Iran (Nationen Iran) och gick i opposition mot shahen Mohammad Reza Pahlavi.

## Efter revolutionen i Iran

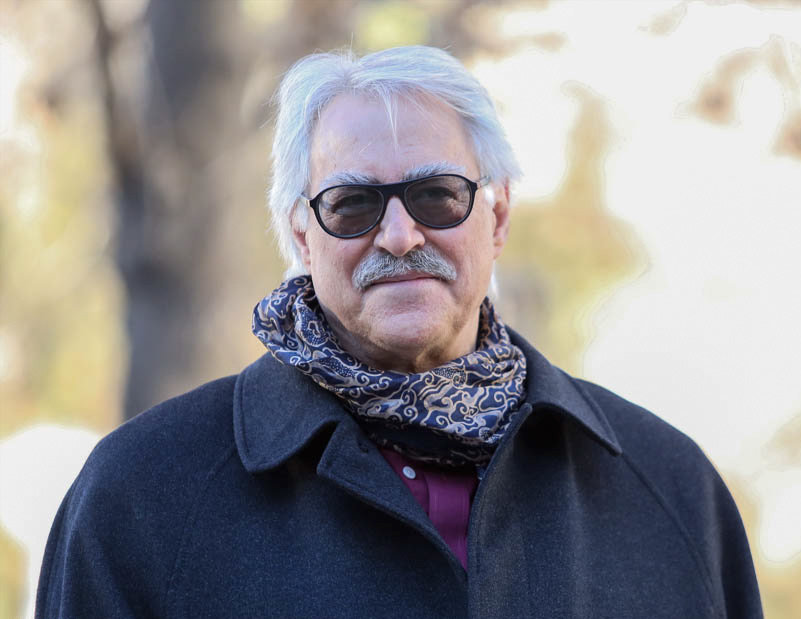
Javad Tabatabai, 2017

Efter den iranska revolutionen 1979 tvingades paniranistiska grupperingar verka underjordiskt och flera inom rörelsens ledarskikt gick i exil. Paniranistiska aktivister har också fängslats, utsatts för mordförsök eller mördats. Mohammad Reza Ameli Tehrani avrättades 1979, Kourosh Aryamanesh mördades 1996 och Dariush Foruhar mördades 1998. Efter att reformisten Mohammad Khatami blev president 1997 lättade det politiska klimatet i landet något och flera paniranister tilläts återvända till Iran och verka icke-officiellt i landet. Två intellektuella ledarfigurer inom paniranismen under de första trettio åren efter revolutionen var fortsatt Mohsen Pezeshkpour (död 2011) och historikern Morteza Saqebfar (död 2012) som var verksamma som både politiker och författare. 
Sedan början av 2000-talet har paniranismen fått starkare fotfäste bland iranska allmänheten som en konsekvens av det islamistiska styrets kulturpolitik och att islamismen försvagats som politisk ideologi. I Iran har känslan av samhörighet med andra iranska folk såsom kurder, tadzjiker, osseter, hazarer och pashtuner, och hyllningen av det ariska eller indoiranska ursprunget stärkts bland yngre personer inom populärkulturen. En av paniranismens främsta ideologer var filosofen och statsvetaren Javad Tabatabai (d. 2023) som förnyade idén om Irānshahr och har många anhängare inom den politiska eliten i Iran. I en intervju med Libération framförde Tabatabai att politisk islam är död, eftersom den inte har något projekt inom ramen för modernitet. Esfandiar Rahim Mashaei, tidigare stabschef och rådgivare åt Mahmoud Ahmadinejad, är anhängare av paniranism, förespråkare "iransk ideologi" (maktab-e Irān) och har uttalat att islamisk kultur vore obefintlig utan Iran.
I Iran, Afghanistan och Tadzjikistan och Kurdistan finns starka intellektuella och politiska krafter som arbetar för de iranska folkens kulturella återförening. Tadzjikistans president Emomali Rahmon har paniranism på sitt politiska program. Afghanska intellektuella kring tidskriften Aryana och tadzjikiska författare och kulturarbetare kring tidskriften Payvand i Dusjanbe stödjer paniranismens idéer. Demokratiska partiet (Hizbi Demokratii Tojikiston) är ett politiskt parti i Tadzjikistan, grundat i augusti 1990 av Mahmadruzi Iskandarov, som har paniranism på partiprogrammet.

## Förespråkare av icke-våld
Paniranismen har inte haft och har inte någon militär agenda utan många paniranistiska tänkare, såsom Mahmud Afshar och Dariush Foruhar, förespråkar icke-våld. Undantaget är 1941 då Iran var ockuperat av de allierade och en falang inom paniranismen bildade en militär motståndsrörelse mot ockupationen.